# Maurice Gibb

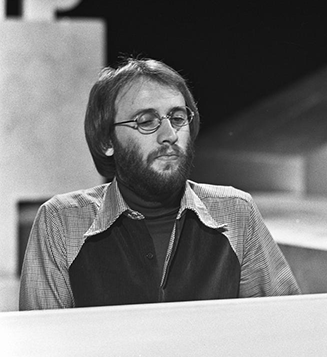
Maurice Gibb, 1973

Maurice Ernest Gibb (CBE; * 22. Dezember 1949 in Douglas, Isle of Man; † 12. Januar 2003 in Miami Beach, Florida) war ein britisch-australischer Popmusiker und Mitglied der Bee Gees.

## Leben

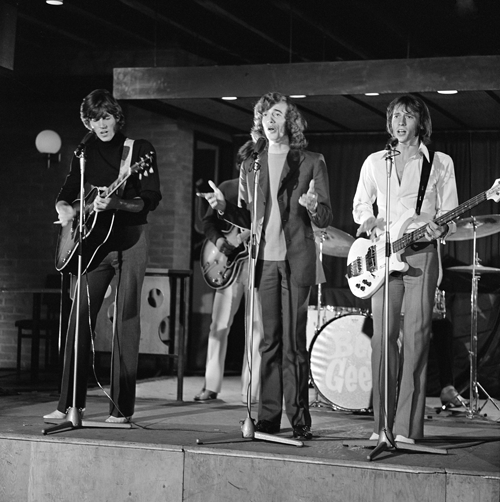
Maurice Gibb (rechts) mit seinen Brüdern Barry und Robin (von links), 1968

Seine Mutter war Sängerin, während der Vater ein kleines Orchester leitete. Im Gegensatz zu Zwillingsbruder Robin, der 35 Minuten früher zur Welt kam, und Bruder Barry sang er bei den Bee Gees oft im Hintergrund und spielte Bass oder Keyboard. Maurice war von 1969 bis 1973 mit der schottischen Sängerin Lulu verheiratet. 1975 heiratete er Yvonne Spenceley, aus dieser Ehe gingen zwei Kinder hervor.
1970 erschien von ihm die Solo-Single Railroad. Sein Soloalbum The Loner 1970 blieb unveröffentlicht. Er war „the man in the middle“ – dieser von ihm geschriebene und gesungene Song aus dem Bee-Gees-Album This is where I came in erreichte im März 2005 Platz 1 der türkischen Hitparade.
Maurice Gibb war seit 1984 begeisterter Paintballspieler und nahm mit seiner Mannschaft Royal Rat Rangers national und international auch an Turnieren teil.
Am 12. Januar 2003 verstarb Maurice Gibb im Alter von 53 Jahren in Miami, Florida, aufgrund von Komplikationen wenige Tage nach einer Darmoperation. Zuvor war er bereits nach einem Herzstillstand reanimiert worden. Sein unerwarteter Tod bedeutete das Ende der seit 1958 bestehenden Bee Gees, zumal er oftmals zwischen seinen Brüdern vermittelt hatte.
Am 4. März 2007 wurde in Miami Beach ein Park (18th Street and Purdy Avenue) nach einer Renovierung wiedereröffnet und offiziell nach ihm benannt.

## Diskografie

### Alben
- Sing a Rude Song, 1970 (Musical)
- The Loner, 1970 (bisher unveröffentlicht, als Bootleg)
- Strings and Things, 1981 (bisher unveröffentlicht)
- A Breed Apart, 1984 (Soundtrack, bisher unveröffentlicht, als Bootleg)
- The Supernaturals, 1985 (Soundtrack)

### Singles
- Railroad, 1970
- The Loner, 1972 (unter dem Pseudonym „The Bloomfields“ veröffentlicht)
- Hold Her in Your Hand, 1984
- The Bridge, 2001 (bisher unveröffentlicht)
- Bloomfields